# No Regrets (album de Hardcore Superstar)
Pour les articles homonymes, voir No Regrets.
Albums de Hardcore Superstar
Thank You: For Letting Us Be Ourselves
(2001) Hardcore Superstar
(2005)
No Regrets est le quatrième album de Hardcore Superstar, sorti en 2003.

## Track list
1. "Wall Of Complaint" - 2:23
2. "No Regrets" - 2:53
3. "Break Out" - 2:28
4. "Soul Of Sweetness" - 3:16
5. "Honey Tongue" - 3:24
6. "Still I'm Glad" - 2:57
7. "Bring Me Back" - 3:06
8. "Pathetic Way Of Life" - 2:26
9. "It's So True" - 2:53
10. "Why Can't You Love Me Like Before" - 3:15
11. "The Last Great Day" - 3:08
12. "I Can't Change" - 3:31
13. "You Know Where We All Belong" - 2:57